# برکل‌لاند
برکل‌لاند (به هلندی: Berkelland) یک شهرستان در هلند است که در خلدرلاند واقع شده‌است. برکل‌لاند ۱۶ متر بالاتر از سطح دریا واقع شده‌است.